# Светослава-Сватава
Светослава, известна и като Сватава (на полски: Świętosława; на чешки: Svatava), е полска принцеса от рода на Пястите и първа чешка кралица – трета съпруга на крал Вратислав II.

## Произход
Родена е около 1048 година. Дъщеря е на полския крал Казимир I и на съпругата му Мария Добронега. Чрез прабаба си Доубравка, Светослава се намирала в роднински връзки с династията на Пршемисловците – рода на бъдещия ѝ съпруг.

## Брак с Вратислав II
През 1062 г. Светослава е омъжена за овдовелия чешки княз Вратислав II, чиято втора съпруга – унгарката Адлета Арпад, умира една година по-рано. Според гермаските историци към момента на сватбата си Светослава е на 15 години, докато според Освал Балзер по това време тя е била между 19 и 22 години. Чрез брака на Светослава Казимир I си осигурява неутралитета на чехите в предстоящия полско-германски конфликт.
Новата чешка княгиня ражда на съпруга си трима сина, всички управлявали като херцози Бохемия.
- Борживой II († 1124)
- Владислав I († 1125)
- Собеслав I († 1140)
- Юдита Пршемисловна († 1108)

През 1085 г. Светослава е коронована заедно със съпруга си за първа кралица на Чехия – титла, която Светослава носи в продължение на седем години. Вратислав II умира през 1092 г., оставяйки съпругата си да стане свидетел на последвалата борба за чешкия престол.

## Следващи години
През 1111 г. Светослава посредничи в преговорите между сина си Владислав I и внука си – полския княз Болеслав Кривоуст. Тя съдейства и за потушаването на конфликта между двамата си сина Владислав и Собеслав.
През 1125 г. Владислав I посочва своя роднина Отон III Черния за свой наследник на престола. Това било и желанието на съпругата на Владислав – Рихеза.
Светослава умира на 1 септември 1126 г.